# Laccophilus luteosignatus
Laccophilus luteosignatus är en skalbaggsart som beskrevs av Gschwendtner 1943. Laccophilus luteosignatus ingår i släktet Laccophilus och familjen dykare. Inga underarter finns listade i Catalogue of Life.